# Интровинье, Массимо
Ма́ссимо Интро́винье (итал. Massimo Introvigne; род. 14 июня 1955; Рим, Италия) — итальянский социолог религии и юрист, директор и сооснователь Центра изучения новых религий (CESNUR), исполнительный секретарь Пьедмонтской ассоциации социологии религии, бывший представитель председателя ОБСЕ по борьбе с расизмом, ксенофобией и дискриминацией христиан и представителей других религий. С 2012 года является председателем Комитета религиозной свободы, созданного Министерством иностранных дел Италии. Выступал консультантом по вопросам новых религиозных движений для правительств, правоохранительных органов и церквей ряда европейских стран.
В качестве приглашённого профессора преподавал социологию религии в Папском Салезианском университете и религиоведение в Папском университете Царицы апостолов. Является автором около 60 книг на итальянском языке и более 100 статей в научных журналах, посвящённых таким темам, как новые религиозные движения, религиозный плюрализм в современном обществе и современный западный эзотеризм. Некоторые из книг Интровинье были переведены и изданы на английском, немецком, французском, испанском и других языках. Соавтор выдержавшей три издания и получившей ряд наград Enciclopedia delle religioni in Italia («Энциклопедия религий в Италии»); член редакторского совета научного журнала Interdisciplinary Journal of Research on Religion (издаваемого Бэйлорским университетом) и бывший член редакторского совета Nova Religio (одного из ведущих научных журналов по изучению НРД). Главный редактор книжной серии Studies in Contemporary Religion.

## Биография
В 1975 году окончил Папский Григорианский университет со степенью бакалавра (laurea) по философии. В 1979 году получил степень доктора права в Туринском университете. Его диссертация по философии права «Эти два начала в теории справедливости Ролза» (итал. I due principi di giustizia nella teoria di Rawls) вышла в виде отдельной монографии в издательстве Giuffrè Editore. В 1979—1985 годах преподавал на кафедре права Туринского университета. В качестве приглашённого профессора преподавал социологию и историю религиозных движений на теологических факультетах Папского университета Святого креста и Папского университета Царицы апостолов, а также социологию в Европейском университете в Риме.
Кроме родного итальянского, владеет английским, испанским и французским языками.

## Научная деятельность
М. Интровинье является автором около 60 книг на итальянском языке и более 100 статей в научных журналах. Некоторые из книг Интровинье были переведены и изданы на английском, немецком, французском, испанском и других языках. В частности, Интровинье выступил соавтором академического словаря-справочника «Энциклопедия религий Италии» (итал. Enciclopedia delle religioni in Italia) вышедшем 2001 году в издательстве Elledici, в 2006 году вышло 2-е издание с изменениями и дополнениями. Третье издание было опубликовано в 2013 году. Интровинье является или являлся членом редакционных коллегий таких научных журналов, как Nova Religio и Interdisciplinary Journal of Research on Religion, издаваемого Бэйлорским университетом.
Интровинье внёс заметный вклад в изучение современного западного эзотеризма.
Соавторами Интровинье выступали американский социолог Джеймс Т. Ричардсон, итальянский социолог Пьер-Луиджи Цоккатели, аргентинские социологи Вероника Ролдэн (англ. Veronica Roldan) и Нелли Ипполито Мэкрина (англ. Nelly Ippolito Macrina). Совместно с американским социологом религии Родни Старком, председателем Общества по изучению религии (США), написал монографию «Бог вернулся» (итал. Dio è tornato).

### Центр изучения новых религий (CESNUR)
В 1988 году Массимо Интровинье, совместно с международным коллективом религиоведов и социологов религии, основал и возглавил «Центр изучения новых религий» (CESNUR). Центр действует в г. Турине (Италия) при поддержке Римско-католической церкви и преимущественно занимается исследованием новых религиозных движений. Центр ежегодно устраивает крупные международные научно-практические конференции, в которых участвует много учёных. При центре действует большая библиотека, в которой содержится собранная М. Интровинье богатая коллекция книг по новым религиозным движениям.

### Центр изучения популярной культуры (CESPOC)
Ещё одним предметом деятельности Массимо Интровинье стала поп-культура, где он выступал в качестве куратора ряда выставок по вампирской мифологии, образу Дракулы в культуре. Также Интровинье публиковал обзорные статьи о культурных мероприятиях в газетах Avvenire, Il Domenicale il Giornale, Il Foglio, Libero и La Stampa. В 2005 году стал соучредителем Центра изучения популярной культуры (итал. Centro Studi sulla Popular Culture (CESPOC)).
В 2006 году Интровинье выступил в качестве куратора виртуальной выставки посвящённой явлениям популярной культуры под названием «От Beati Paoli до Кода да Винчи: миф о заговоре в мыльной опере» (итал. Dai Beati Paoli al Codice da Vinci: il mito del complotto nel feuilleton).

## Трансильванское общество Дракулы
В 1995 году Интровинье основал итальянский филиал Трансильванского общества Дракулы — историко-культурной ассоциации, объединяющей людей, интересующихся исследованием вампирского фольклора и, в частности, легенд о Дракуле.

## Юридическая практика
А также М. Интровинье занимается юридическим консультированием в международных компаниях. С 1983 года является партнёром юридической фирмы Jacobacci & Partners. Области специализации: интеллектуальная собственность, в частности способы защиты товарных знаков и высокая мода. В 1980—1995 годах М. Интровинье работал юридическим консультантом по проблемам интеллектуальной собственности. Выступил экспертом в суде по более чем 150 делам по интеллектуальной собственности. Является соавтором двух монографий и автором нескольких научных статей по интеллектуальному праву.
Входит в число международных арбитров Всемирной организации интеллектуальной собственности.

## Общественная деятельность
В 2011 году М. Интровинье был представителем председателя комиссии ОБСЕ по борьбе с расизмом, ксенофобией и дискриминацией.
С 1971 года состоял членом Альянса католиков, занимающегося изучением и распространением католического учения в мире. В 2008 году стал заместителем председателя Альянса, но 23 апреля 2016 года ушёл с этой должности «по личным и профессиональным причинам» и прекратил членство в данной организации.

## Семья
Жена — Сильвия Скаранари Интровинье (итал. Silvia Scaranari Introvigne) — специалист по исламу и активистка Альянса католиков. Имеет четверых детей.

## Критика
По оценке австрийского издателя и переводчика Ханса Томаса Хакла, Интровинье получил известность как «крайне плодотворный автор невероятно информативных работ по истории эзотеризма».
В том же году французский журналист Серж Гард в статье в газете L’Humanité утверждал, что созданный Интровинье «Центр изучения новых религий» (CESNUR) во время судебных преследований оказывал поддержку свидетелям Иеговы, саентологам и «Ордену солнечного храма», и обвинил Интровинье в связях с партией «Национальный альянс», которая имеет преемственность с неофашистской партией «Итальянское социальное движение». С. Гард также высказал мнение, что Сон Мён Мун, «Аум синрикё» и «все секты знают, что они могут рассчитывать на CESNUR»
В 2001 году французский журналист Бруно Фушеро в статье в газете Le Monde diplomatique назвал Интровинье «самозваным социологом» и высказал мнение, что Центр изучения новых религий (CESNUR) является «католической фундаменталистской организацией», тесно связанной с бразильской организацией «Традиция, семья, собственность», которую журналист назвал неофашистской сектой. Кроме того, Фушеро утверждал, что Интровинье «постоянно принимает участие в саентологических публикациях и в 1990-е годы выступил в качестве свидетеля на стороне саентологов на судебном процессе в Лионе начатого против её лидеров следственным судьёй Жоржем Фенешем».
В 2009 году теолог, социолог религии и исследователь сект В. А. Мартинович в рецензии на Богослов.ру на книгу исследователя сект Р. М. Коня «Введение в сектоведение» отнёс Интровинье, наряду с Дэвидом Бромли, Энсоном Шупом и И. Я. Кантеровым, к источникам, которые «заведомо враждебны по отношению» к «антикультовой школе сектоведения» А. Л. Дворкина. Кроме того, говоря об отношении Американской психологической ассоциации (АПА) к теории «контроля сознания» и «промывки мозгов», он назвал Интровинье «человеком, глубоко заинтересованным в просектантской интерпретации этого событийного ряда».

### Книги
- Introvigne M. I due principi di giustizia nella teoria di Rawls. — Milano: Giuffré, 1983. — 238 p.
- Introvigne M. Le domande dell’uomo. — Torino: Cirone, 1985. — 138 p.
- Introvigne M. Il reverendo Moon e la Chiesa dell’Unificazione. — Leumann (Torino): Elledici, 1987. — 104 p.
- Introvigne M. Le nuove Religioni. — Milano: SugarCo, 1989. — 428 p.
- Introvigne M. Les Témoins de Jéhovah. — Montréal, Paris: Édition Fides, Cerf, 1990. — 128 p.
- Introvigne M. Le sètte cristiane. Dai Testimoni di Geova al reverendo Moon. — Milano: Mondadori, 1990. — 190 p.
- Introvigne M. I nuovi culti: Dagli Hare Krishna alla Scientologia. — Mondadori, 1990. — 222 p. — (Uomini e religioni). — ISBN 88-04-34057-6.
- Introvigne M. I nuovi movimenti religiosi: Sètte cristiane e nuovi culti. — Editrice Elle Di Ci, 1990. — ISBN 88-01-14260-9.
- Introvigne M. Il cappello del mago. I nuovi movimenti magici, dallo spiritismo al satanismo. — Milano: SugarCo, 1990. — 488 p.
- Introvigne M., Mayer J.-F., Zucchini E. I nuovi movimenti religiosi. Sètte cristiane e nuovi culti. — Leumann (Torino): Mondadori, Elledici, 1990. — 333 p.
- Introvigne M. I Testimoni di Geova. — Milano: Mondadori, 1991. — 113 p.
- Introvigne M. Les Mormons. — Turnhout: Brepols, 1991. — 202 p.
- Introvigne M. La Magie. Les nouveaux mouvements magiques. — Paris: Droguet et Ardant, 1993. — 313 p.
- Introvigne M. Il ritorno dello gnosticismo (Nuove spiritualità). — Carnago: SugarCo, 1993. — 266 p. — ISBN 88-7198-216-9.
- Introvigne M. La questione della nuova religiosità. — Piacenza: Cristianità, 1993. — 104 p.
- Introvigne M., Frignani A., Dassi A. Sponsorizzazione, Merchandising, Pubblicità. — Torino: UTET, 1993. — 449 p.
- Introvigne M. I Mormoni. — Città del Vaticano: Interlogos, Schio e Libreria Editrice Vaticana, 1993. — 300 p.
- Introvigne M. Storia del New Age 1962—1992. — Piacenza: Cristianità, 1994. — 216 p.
- Introvigne M. La Magie à nos portes. — Montréal: Fides, 1994. — 126 p.
- Introvigne M. Indagine sul satanismo. Satanisti e anti-satanisti dal Seicento ai nostri giorni. — Milano: Mondadori, 1994. — 432 p.
- Introvigne M., Berzano L.[англ.]. La sfida infinita. La nuova religiosità nella Sicilia centrale. — Caltanissetta-Roma: Salvatore Sciascia Editore, 1994. — 308 p.
- Introvigne M. Mille e non più Mille. Millenarismo e nuove religioni alle soglie del Duemila. — Milano: Gribaudi, 1995. — 256 p.
- Introvigne M. Idee che uccidono. Jonestown, Waco, il Tempio Solare. — Pessano (Milano): Mimep-Docete, 1995. — 128 p.
- Introvigne M., Türck E. Satanismus. Zwischen Sensation und Wirklichkeit. — Freiburg — Basel — Wien: Herder, 1995. — 224 p.
- Introvigne M. La sfida magica. — Milano: Àncora, 1995. — 240 p.
- Introvigne M. Il sacro postmoderno. Chiesa, relativismo e nuova religiosità. — Milano: Gribaudi, 1996. — 320 p.
- Introvigne M. Les Veilleurs de l’Apocalypse. Millénarisme et nouvelles religions au seuil de l’an 2000. — Paris: Claire Vigne, 1996. — 256 p.
- Introvigne M. Aspettando la Pentecoste. Il quarto ecumenismo. Intervista a Matteo Calisi e Giovanni Traettino. — Padova: Edizioni Messaggero, 1996. — 128 p.
- Introvigne M., Cantoni G. Libertà religiosa, «sette» e «diritto di persecuzione». — Piacenza: Cristianità, 1996. — 160 p.
- Introvigne M. Il satanismo. — Leumann (Torino): Elledici, 1997. — (Collana religioni e movimenti). — ISBN 88-01-00799-X.
- Introvigne M. Enquête sur le satanisme. Satanistes et anti-satanistes du XVIIe siècle à nos jours. — Parigi: Dervy, 1997. — 416 p.
- Introvigne M., Berzano L.[англ.]. Il gigante invisibile. Nuove credenze e minoranze religiose nella provincia di Foggia. — Foggia: Edizioni N.E.D., 1997. — 566 p.
- Introvigne M. La stirpe di Dracula. Indagine sul vampirismo dall’antichità ai nostri giorni. — Milano: Mondadori, 1997. — 480 p.
- Introvigne M., Cardini F., Montesano M. Il Santo Graal. — Firenze: Giunti, 1998. — 184 p.
- Introvigne M. Schluß mit den Sekten! Die Kontroverse über «Sekten» und neue religiöse Bewegungen in Europa. — Marburg: Diagonal-Verlag, 1998. — 134 p.
- Introvigne M. I protestanti. — Leumann (Torino): Elledici, 1998. — 112 p.
- Introvigne M. Il ritorno della magia. — Milano: Àncora, 1998. — 240 p. (второе издание La sfida magica)
- Introvigne M. Sûkyô Mahikari. — Leumann (Torino): Elledici, 1999. — 112 p.
- Introvigne M. New Age & Next Age. — Casale Monferrato (Alessandria): Piemme, 2000. — 320 p.
- Introvigne M. Zoccatelli P., Fantoni V. Il sogno del New Age: la crisi del sacro nel 21º secolo. — Impruneta (Firenze): Araldo della Verità, 2000. — 128 p.
- Giordano Frosini , Luciano Martini, Giovanni Tangorra, Carlo Nardi, Pier Marco Ferraresi, Eleonora Barbieri Masini, Massimo Introvigne. La fine del millennio. Interrogativi e speranze. Diocesi di Pistoia. Atti della Tredicesima Settimana Teologica (6-10 settembre 1999). — Pistoia: C.R.T.. — 168 p.
- Introvigne M. Zoccatelli P., Macrina N. I., Roldán V. Enciclopedia delle religioni in Italia. — Leumann (Torino): Elledici. — 1048 p.
- Introvigne M. Osama Bin Laden. Apocalisse sull’Occidente. — Leumann (Torino): Elledici, 2001. — 136 p.
- Introvigne M. I mormoni. Dal Far West alle Olimpiadi. — Leumann (Torino): Elledici, 2002. — 120 p.
- Introvigne M. Il lavaggio del cervello: realtà o mito?. — Leumann (Torino): Elledici, 2002. — 152 p.
- Introvigne M. I Testimoni di Geova: già e non ancora. — Leumann (Torino): Elledici, 2002. — 142 p.
- Introvigne M. Osho Rajneesh: Studies in Contemporary Religion. — Signature Books, 2002. — (Studies in Contemporary Religions, 4). — ISBN 1-56085-156-2. (by Judith M. Fox, with Massimo Introvigne as the Series Editor)
- Introvigne M. Hamas. Fondamentalismo islamico e terrorismo suicida in Palestina. — Leumann (Torino): Elledici, 2003. — 128 p.
- Introvigne M., Stark R. Dio è tornato. Indagine sulla rivincita delle religioni in Occidente. — Casale Monferrato (Alessandria): Piemme, 2003. — 160 p.
- Introvigne M. Hamás. Islámský terorismus ve Sváte zemi. — Praga: Vysehrad, 2003. — 114 p.
- Introvigne M. Fondamentalismi. I diversi volti dell’intransigenza religiosa. — Casale Monferrato (Alessandria): Piemme, 2004. — 240 p.
- Introvigne M. I pentecostali. — Leumann (Torino): Elledici, 2004. — 168 p.
- .Laurence R. Iannaccone, Massimo Introvigne, Il Mercato dei Martiri. L’industria del terrorismo suicida, Lindau, Torino, 2004 pp. 155.
- Introvigne M., Melton J. G. L’ebraismo moderno. — Leumann (Torino): Elledici. — 236 p.
- Introvigne M. Cattolici, antisemitismo e sangue. Il mito dell’omicidio rituale / In appendice il voto del cardinale Lorenzo Ganganelli, O.F.M. (poi Papa Clemente XIV) approvato il 24 dicembre 1759. — Milano: SugarCo. — 142 p.
- Introvigne M. Le New Age des origines à nos jours. Courants, mouvements, personnalités. — Paris: Dervy, 2005. — 304 p.
- Introvigne M., Menegotto A. Chiesa, nuova religiosità e magia: una sfida e un’opportunità. Sacro post-moderno e nuova evangelizzazione. — Castelpetroso (Isernia): Il Settimanale di Padre Pio, 2005. — 128 p.
- Introvigne M. Powrót Magii. — Kraków: Wydawnictwo WAM, 2005. — 228 p.
- Introvigne M. La nuova guerra mondiale. Scontro di civiltà o guerra civile islamica?. — Milano: SugarCo, 2005. — 232 p.
- Introvigne M. Gli Illuminati e il Priorato di Sion. La verità sulle due società segrete del Codice da Vinci e di Angeli e demoni. — Casale Monferrato: Piemme, 2005. — 216 p.
- Introvigne M. Los Illuminati y el Priorato de Sión. La verdad en Ángeles y demonios y el Código Da Vinci. — Madrid: Rialp, 2005. — 224 p.
- Introvigne M. Indagine sul satanismo. Satanisti e anti-satanisti dal Seicento ai nostri giorni. — Milano: Fabbri Editori, 2005. — 434 p. — (ristampa, Collana «I Grandi Misteri», n. 23).
- Introvigne M. La stirpe di Dracula. Indagine sul vampirismo dall’antichità ai nostri giorni. — Milano: Fabbri Editori, 2005. — 480 p. — (Collana «I Grandi Misteri», n. 31).
- Introvigne M., Franco Cardini, Montesano M. Il Santo Graal, nuova edizione aggiornata. — Firenze: Giunti, 2006. — 238 p.
- Introvigne M. La Turchia e l’Europa. Religione e politica nell’Islam turco. — Milano: Sugarco, 2006. — 144 p.
- Introvigne M. Les Illuminés et le Prieuré de Sion. La réalité derrière les complots du Da Vinci Code et de Anges et Démons de Dan Brown. — Vevey: Xenia, 2006. — 209 p.
- Introvigne M. Il dramma dell’Europa senza Cristo. Il relativismo europeo nello scontro delle civiltà. — Milano: Sugarco, 2006. — 192 p.
- Anthony D., Introvigne M. Le Lavage de cerveau: mythe ou réalité?. — Paris: L’Harmattan, 2006. — 202 p.
- Introvigne M. Iluminati i Sionski Priorat. Istina o tajnim drustvima iz romana Da Vincijev kod i Andeli i demoni. — Split: Verbum, 2006. — 200 p.
- Introvigne M., Maselli D.[англ.]. I Fratelli. Una critica protestante della modernità. — Leumann (Torino): Elledici, 2007. — 128 p.
- Introvigne M., Maselli D.[англ.]. Les Frères: de Plymouth à nos jours. Une critique protestante de la modernité. — Leumann (Torino): Elledici, 2007. — 136 p.
- Introvigne M. Il segreto dell’Europa. Guida alla riscoperta delle radici cristiane. — Milano: Sugarco, 2008. — 220 p.
- Introvigne M. Una battaglia nella notte. Plinio Corrêa de Oliveira e la crisi del secolo XX nella Chiesa. — Milano: Sugarco, 2008. — 296 p.
- Introvigne M. Il simbolo ritrovato. Massoneria e società segrete: la verità oltre i miti. — Milano: Piemme, 2010. — 196 p.
- Introvigne M. I satanisti. Storia, riti e miti del satanismo. — Milano: Sugarco, 2010. — 440 p.
- Introvigne M. Il cortile dei gentili. La Chiesa e la sfida della nuova religiosità: «sette», nuove credenze, magia. — Cinisello Balsamo (Milano): San Paolo, 2010. — 168 p.
- Introvigne M., Benigno F. La nostra battaglia è spirituale. — Roma: Edizioni Rinnovamento nello Spirito Santo, 2010. — 64 p.
- Luigi Berzano, Carlo Genova, Massimo Introvigne, Roberta Ricucci, PierLuigi Zoccatelli. Cinesi a Torino. La crescita di un arcipelago. — Bologna: il Mulino, 2010. — 368 p.
- Introvigne M. Zoccatelli P. La Messa è finita? Pratica cattolica e minoranze religiose nella Sicilia Centrale. — Caltanissetta — Roma: Salvatore Sciascia Editore, 2010. — 256 p.
- Introvigne M. La dottrina sociale di Leone XIII. — Verona: Fede & Cultura, 2010. — 160 p.
- Introvigne M. Tu sei Pietro. Benedetto XVI contro la dittatura del relativismo. — Milano: Sugarco, 2011. — 320 p.
- Introvigne M. Prêtres pédophiles: une Église dans la tourmente. Polémique et vérité. — Saint-Maurice (Svizzera): Éditions Saint-Augustin, 2011. — 112 p.
- Introvigne M. Islam. Che sta succedendo? Le rivolte arabe, la morte di Osama bin Laden, l’esodo degli immigrati. — Milano: Sugarco, 2011. — 160 p.

### Брошюры
- Introvigne M. Eurocomunismo (dispensa). — Torino: Alleanza Cattolica, 1978. — 25 p.
- Introvigne M. Pornografia e rivoluzione sessuale. — Chiavenna: Libreria San Lorenzo, 1983. — 31 p.
- Introvigne M. «Mystische» e morale in Wittgenstein. — Genova: Quadrivium, 1984. — 40 p.
- Introvigne M. Il destino dell’uomo nella teologia dei Mormoni. — Genova: Quadrivium, 1988. — 31 p.
- Introvigne M. I Testimoni di Geova: le origini, la storia, la dottrina. — Leumann (Torino): Elledici, 1988. — 40 p.
- Introvigne M. Studi scientifici recenti sul satanismo. — Genova: Quadrivium, 1989. — 37 p.
- Introvigne M. Channeling-ein moderner Spiritismus, n. 55 della Werkmappe «Sekten, religiöse Sondergemeinschaften, Weltanschauungen». — Wien: Referat für Weltanschauungsfragen, 1990. — 45 p.
- Introvigne M. L’ethos italiano e lo spirito del federalismo. — Milano: Di Giovanni Editore, 1996. — 48 p.
- Introvigne M. I Mormoni. — Torino: CESNUR, 1996. — 24 p. — (Quaderni del CESNUR — 1).
- Introvigne M. Les Mormons. — Brepols, 1996. — ISBN 2-503-50063-3.
- Introvigne M., Fiore C., Gozzelino G. Il revival del satanismo. — Leumann (Torino): Elledici, 1997. — 32 p. — (Dossier di Dimensioni Nuove. Terza Serie/4).
- Introvigne M. Heaven’s Gate. Il paradiso non può attendere. — Leumann (Torino): Elledici, 1997. — 80 p.
- Introvigne M. La Chiesa dell’Unificazione del reverendo Moon. — Leumann (Torino): Elledici, 1997. — 64 p.
- Introvigne M. La massoneria. — Leumann (Torino): Elledici, 1997. — 64 p.
- Massimo Introvigne , PierLuigi Zoccatelli, New Age — Next Age. Una nuova religiosità dagli anni '60 a oggi, Giunti, Firenze, 1999 pp. 64.
- Introvigne M. La Iglesia de la Unificación del reverendo Moon. — Santa Fé de Bogotà: Paulinas, 1999. — 88 p.
- Introvigne M. Masonería. — Santa Fé de Bogotà: Paulinas, 1999. — 72 p.
- Introvigne M. Heaven’s Gate. Le paradis ne peut pas attendre. — Milano: Arché, 1999. — 84 p.
- Introvigne M. Dal New Age al Next Age: risveglio del sacro o narcisismo spirituale?. — Cremona: Nuova editrice Cremonese, 2000. — 31 p.
- Introvigne M. Piccola guida per i perplessi. FAQ in materia di domain names, cybersquatting e pornosquatting. — Torino — Milano — Roma: Studio Legale Jacobacci & Associati, 2004. — 32 p.
- Introvigne M. The Unification Church. — Signature Books, 2000. — 71 p. — (Studies in Contemporary Religions, 2). — ISBN 1-56085-145-7.
- Introvigne M., Menegotto A., Zoccatelli P. Aspetti spirituali dei revival celtici e tradizionali in Lombardia. — Sinergie. — San Giuliano Milanese (Milano). — 95 p.
- Introvigne M. Sun Myung Moon i Crkva ujedinjenja, Katehetski salezijanski centar. — Zagabria, 2006. — 72 p.
- Introvigne M. Attacco a Benedetto XVI. Il Papa, la pedofilia e il documentario «Sex Crimes and the Vatican». — Verona: Fede & Cultura, 2007. — 48 p.
- Introvigne M. Vademecum sulla legge elettorale vigente. — Crotone: Consulta dell’Apostolato dei Laici — Arcidiocesi di Crotone — S. Severina, 2008. — 16 p.
- Introvigne M. Spe salvi. Il dramma della speranza secondo Benedetto XVI. — Palermo: Istituto per la Dottrina e l’Informazione Sociale, 2008. — 32 p.
- Introvigne M. Raffaella Di Marzio — Massimo Introvigne, ABC dei Nuovi Movimenti Religiosi. — Cinisello Balsamo (Milano): Edizioni San Paolo, 2008. — 64 p.
- Introvigne M., Ferraresi P. Il Papa e Joe l’idraulico. La crisi economica e l’enciclica Caritas in veritate. — Verona: Fede & Cultura, 2009. — 96 p.
- Introvigne M. Preti pedofili. La vergogna, il dolore e la verità sull’attacco a Benedetto XVI. — Cinisello Balsamo (Milano): San Paolo, 2010. — 96 p.
- Agnoli F., Bertocchi L., Guzzo G., Introvigne M., Volonté L.[итал.]. Indagine sulla pedofilia nella Chiesa. Il diavolo insegna in seminario?. — Verona: Fede & Cultura, 2010. — 80 p.
- Introvigne M. Carità contro avidità. Guida all’enciclica di Benedetto XVI Caritas in veritate. — Palermo: Istituto per la Dottrina e l’Informazione Sociale, 2010. — 32 p.
- Introvigne M. Satanizmas. — Vilnius: Knygius, 2010. — 64 p.
- Introvigne M., Zoccatelli P. L’identità in pericolo. Le credenze religiose nella Sicilia Centrale. — Caltanissetta: Lussografica, 2011. — 72 p.
- Introvigne M., Zoccatelli P. Gentili senza cortile. «Atei forti» e «atei deboli» nella Sicilia Centrale. — Caltanissetta: Lussografica, 2012. — 64 p.

### Статьи и главы в книгах
- Massimo Introvigne «The Secular Anti-Cult and the Religious Counter-Cult Movement: Strange Bedfellows or Future Enemies?» // New Religions and the New Europe, Robert Towler, ed. (Aarhus: Aarhus University Press[англ.], 1995), pp. 32–54.
- Massimo Introvigne «Christian New Religious Movements: A Roman Catholic Perspective» and "New Religious Movements and the Law: A Comparison between Two Different Legal Systems — The United States and Italy, " // New Religions and New Religiosity, Eileen Barker and Margit Warburg[англ.], eds., (Aarhus: Aarhus University Press[англ.], 1998), pp.;243-261 and 276—290.
- Massimo Introvigne "Children of the Underground Temple: Growing Up in Damanhur, " // Children in New Religions, Susan J. Palmer and Charlotte E. Hardman, eds., (New Brunswick: Rutgers University Press, 1999), pp. 138–149.
- Massimo Introvigne «After the New Age: Is There a Next Age?» // New Age Religion and Globalization, Mikael Rothstein, ed., (Aarhus: Aarhus University Press[англ.], 2001), pp. 58–69.
- Massimo Introvigne "Lectorium Rosicrucianum: A Dutch Movement Becomes International, " // New Religions in a Postmodern World, Mikael Rothstein and Reender Kranenborg, eds., (Aarhus: Aarhus University Press[англ.], 2003), pp. 11–22.
- Massimo Introvigne, Jean-Francois Mayer "Occult Masters and the Temple of Doom: The Fiery End of the Solar Temple, " // Cults, Religion and Violence, David G. Bromley and J. Gordon Melton, eds., (Cambridge: Cambridge University Press, 2003), pp. 170–188.